# Glavnik (Podujevo)
Pour les articles homonymes, voir Glavnik.
Gllamnik en albanais et Glavnik en serbe latin (en serbe cyrillique : Главник) est une localité du Kosovo située dans la commune/municipalité de Podujevë/Podujevo, district de Pristina (Kosovo) ou district de Kosovo (Serbie). Selon le recensement kosovar de 2011, elle compte 3 794 habitants.

## Histoire
Sur le territoire du village se trouve le site de Vindenis, dont les vestiges remontent aux IIe – VIe siècles ; mentionné par l'Académie serbe des sciences et des arts, il est inscrit sur la liste des monuments culturels du Kosovo.

## Démographie

### Évolution historique de la population dans la localité
| 1948  | 1953  | 1961  | 1971  | 1981  | 1991  | 2011  |
| ----- | ----- | ----- | ----- | ----- | ----- | ----- |
| 1 460 | 1 442 | 1 627 | 2 047 | 2 739 | 3 315 | 3 794 |

|  |

### Répartition de la population par nationalités (2011)
En 2011, les Albanais représentaient 99,92 % de la population.